# Xã đặc quyền Grand Rapids, Michigan
Xã Grand Rapids (tiếng Anh: Grand Rapids Township) là một xã thuộc quận Kent, tiểu bang Michigan, Hoa Kỳ. Năm 2010, dân số của xã này là 16.661 người.